# استمالة الأطفال

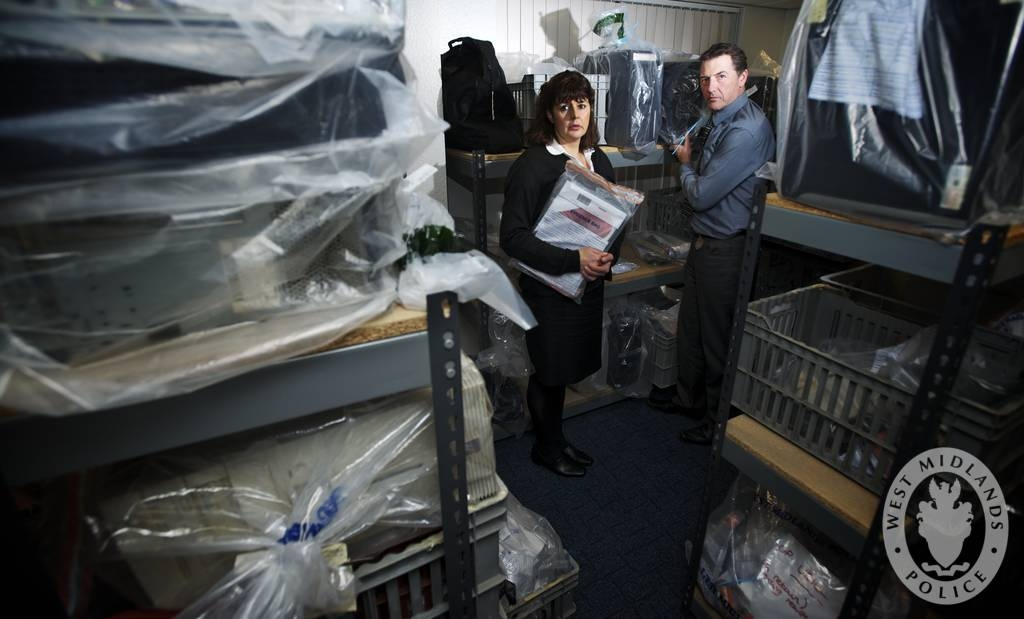

يعرف مصطلح استمالة الأطفال (بالإنجليزية:Child grooming) إلى إقامة شخص بالغ علاقة صداقة عاطفية مع طفل، وأحيانا يقيم الشخص البالغ علاقة مع أسرة الطفل بغرض كسب ثقة الأسرة وبهذا يسهل الاعتداء الجنسي عليه.  يشير المصطلح أيضا للتقرب من القاصرين بغرض الإتجار بالأطفال، وإدخالهم في الأعمال التجارية غير المشروعة مثل بغاء الأطفال، أو استغلال الأطفال إباحيا. 
تم حظر هذه الجريمة في عام 1921 بعد الاتفاقية الدولية لقمع الاتجار بالنساء والأطفال.